# Artabazo II
Artabazo (hacia el 389 a. C. - 325 a. C.), sátrapa persa de la Frigia helespóntica desde el 362 a. C. hasta el 353 a. C.

## Contexto histórico
Artabazo (en elamita Irdumasda y en persa antiguo Artavazdâ?) pertenecía a una familia noble de la alta élite persa. Su padre Farnabazo II y su hermanastro Ariobarzanes habían sido sátrapas de la Frigia Helespóntica. La dinastía farnácida comenzó con Farnaces, tío y personaje notable de la corte de Darío I. Desde ese momento los descendientes de Farnaces estuvieron siempre muy próximos al rey. Por ejemplo, su padre Farnabazo tomó por esposa a la hija del rey, la princesa Apame, matrimonio del que nació Artabazo.
Hacia el 367 a. C. algunos sátrapas encabezados por Ariobarzanes decidieron rebelarse contra el rey Artajerjes II. En el 362 a. C., Ariobarzanes fue traicionado por su hijo Mitrídates y crucificado. Artabazo se convirtió en nuevo sátrapa de la Frigia helespóntica.

## Otro rebelde en la familia
A pesar de conocer perfectamente el destino que había corrido su hermanastro, Artabazo decidió también rebelarse hacia el 358 a. C. No está clara la razón de su rebelión, más teniendo en cuenta que su ejército no era particularmente poderoso. Quizás influyó la orden previa que Artajerjes había dado a sus sátrapas para desmovilizar a las tropas de mercenarios que tenían contratadas, orden que Artabazo se negó a cumplir. Artajerjes deseaba debilitar a sus gobernadores después de la larga guerra habida en los años precedentes contra casi todos los sátrapas del Asia Menor.
Artabazo usó los servicios de un ejército ateniense al mando de Cares que, por falta de paga, prefirió servir como mercenario. Con su ayuda derrotó al ejército persa en 355 a. C. en una batalla que fue celebrada en Grecia como “la segunda Maratón”.
El rey Artajerjes III amenazó a los atenienses con enviar su flota contra Atenas si seguían apoyando a Artabazo. Atenas se retiró y Artabazo se quedó sin ejército.

## El exilio
Artabazo marchó entonces exiliado a Macedonia, residiendo durante diez años en la corte del rey Filipo II, donde coincidió con el príncipe Alejandro Magno y el filósofo Aristóteles. Como sátrapa fue sucedido por Arsites, quien probablemente no era miembro de la dinastía farnácida.
Artabazo se ganó su vuelta y su segunda carrera en el imperio aqueménida gracias a su yerno. Entre los mercenarios griegos que había utilizado estaban los hermanos rodios Mentor y Memnón. Artabazo se había casado con la hermana de estos y Mentor lo había hecho con la hija de Artabazo, Barsine. Memnón se había ido al exilio con su cuñado pero Mentor se las arregló para obtener el perdón de Artajerjes III pasando a su servicio. Cuando el rey le preguntó qué podía darle como recompensa por sus actos, este le pidió el regreso de su hermano y cuñado. El rey perdonó a los rebeldes, quienes volvieron a Asia en el 342 a. C. Artabazo dio al rey información valiosísima acerca del plan de Filipo de atacar Persia, plan que había de ser ejecutado tan pronto como las ciudades griegas hubieran caído en sus manos.

## El retorno
No se conoce qué hizo Artabazo en los siguientes doce años. Mentor murió en el 340 a. C. y su hija se casó con su cuñado Memnón, quien falleció igualmente siete años después. Se supone que entre el 339 a. C. y el 336 a. C. se mantuvo al lado de Darío III en su lucha sucesoria frente a Artajerjes IV.

## Consejero de Alejandro Magno
Tras la invasión de Alejandro Magno, Artabazo, uno de los pocos persas que se mantuvo fiel a Darío III cuando este fue arrestado por Besos, acabó rindiéndose cuando el macedonio estaba de campaña por Hircania.
En la corte de Alejandro, Artabazo se encontró de nuevo con su hija Barsine. Probablemente se había quedado en la corte de Darío como rehén cuando Memnón partió al mar Egeo, siendo capturada por los macedonios después de la batalla de Issos.
Artabazo se convirtió en uno de los consejeros persas de Alejandro más influyentes. Era bilingüe, se había ganado la confianza de los mercenarios griegos, conocía Macedonia y tenía experiencia como gobernador. Probablemente Artabazo llegó a convencer a algunos persas de que no opusieran resistencia al invasor. Posteriormente suprimió una rebelión de Satibarzanes en el 329 a. C.
Como recompensa fue nombrado sátrapa de Bactria, lo que prueba que la confianza de Alejandro en él era total. Artabazo no decepcionó a Alejandro. Conservó la capital Bactra ante un ataque escita. En el verano del año 328 a. C. mandó junto con Hefestión un ejército que tenía que operar en el extremo norte de Sogdiana.
En el 327 a. C. pidió ser relevado del cargo por su edad. Alejandro aceptó su petición y le nombró gobernador de una fortaleza de Sogdia.
Se desconoce qué fue de Artabazo en los siguientes años. Sin embargo, lo que es cierto es que sus hijos fueron honrados por Alejandro, recibiendo posiciones importantes.